# Blå Jungfrun
L’île de Blå Jungfrun est située en mer Baltique au sud-est de la Suède. Sa nature est remarquable avec ses roches rouges. Un parc national suédois fut créé sur l'île en 1926.
D'après la légende, c'est sur cette île que les « sorcières du Nord » se réunissaient au Moyen Âge pour le sabbat.
Blå Jungfrun est constituée d'un granite rougeâtre, avec une texture assez rugueuse. L'île est habitée seulement pendant l'été par le personnel surveillant le milieu de l'île et par du personnel lié au tourisme.

## Toponymie
Le nom de l'île apparaît pour la première fois en 1410 sous la forme Blaakulla, en graphie moderne Blåkulla,. En 1555, Olaus Magnus, dans son ouvrage Historia de Gentibus Septentrionalibus mentionne l'île comme le lieu où les sorcières se réunissent. Il explique aussi que pour éviter d'attirer la malchance, il est préférable d'utiliser le nom Jungfrun, la vierge, le nom Blåkulla devenant tabou. L'adjectif blå (bleu) est ajouté plus tard, probablement en référence au nom original.
Si le nom Blåkulla correspond parfaitement aux mots suédois signifiant colline (kulla) bleue (blå), cette étymologie n'est pas certaine. Premièrement, le mot blå pouvait autrefois se référer à la couleur noire. Une autre théorie serait que le mot dérive du Blót, un lieu de sacrifice dans la mythologie nordique. Enfin, il est possible que le nom soit simplement une adaptation suédoise du nom de la colline allemande Blocksberg, qui est aussi associée aux sorcières.

## Géographie

### Localisation
L'ile de Blå Jungfrun est située dans la commune d'Oskarshamn, dans le comté de Kalmar, au sud-est de la Suède. L'île est au milieu du détroit de Kalmar (Kalmarsund), et fait partie de l'archipel d'Oskarshamn. C'est une île très isolée, située à environ 15 km de la côte suédoise et un peu moins de 10 km de l'île d'Öland et de Furö respectivement à l'est et à l'ouest de Blå Jungfrun.
La superficie de l'île est de 65 ha et celle du parc national est 198 ha.

### Topographie

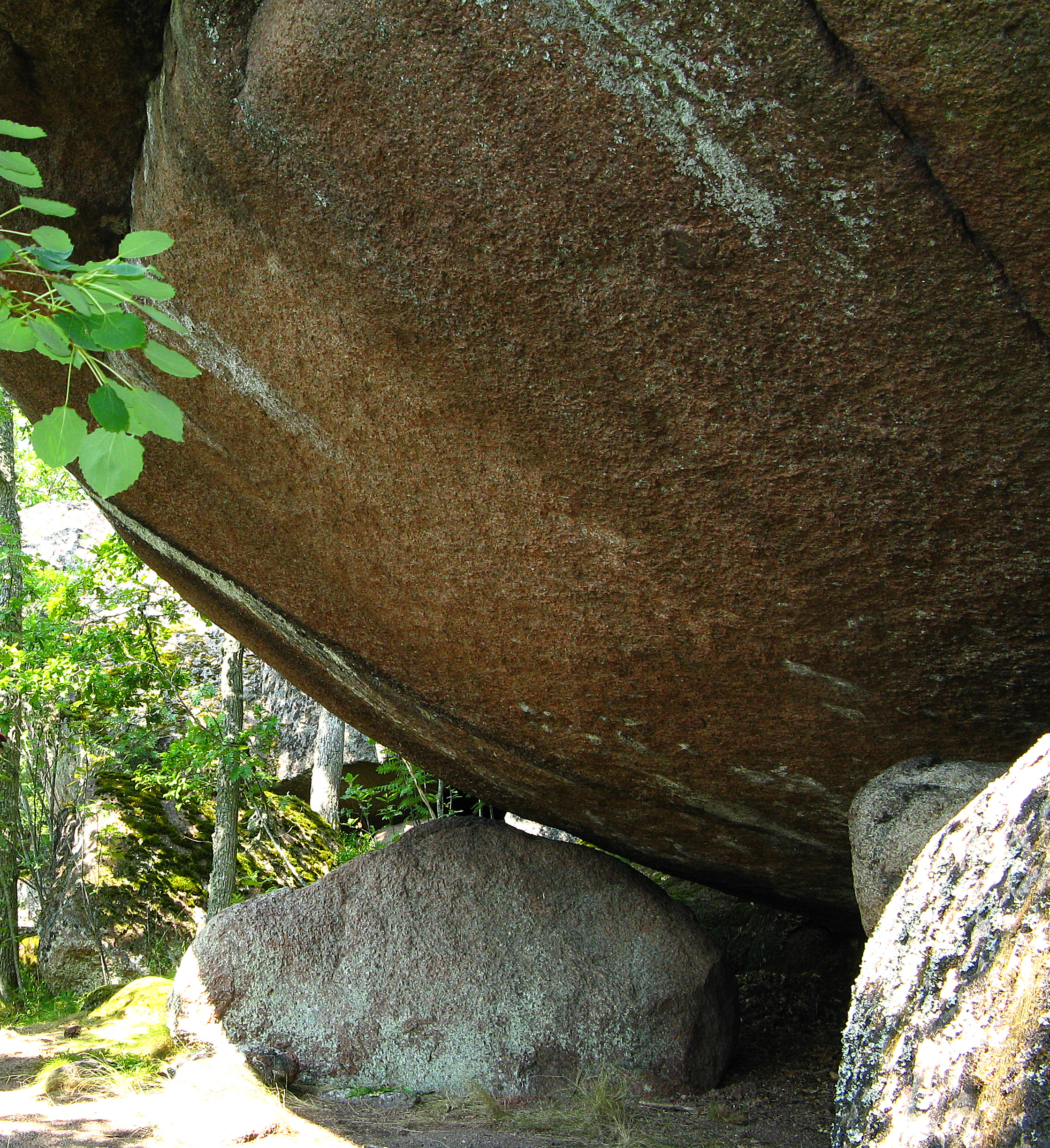
Surplomb rocheux dans le sud de l'île.

Blå Jungfrun ressemble à une coupole. Elle a une forme circulaire, légèrement étirée selon un axe nord-sud, mesurant environ 1 100 m de long et 800 m de large. Le profil de l'île est relativement symétrique, le terrain s'élevant rapidement depuis la côte et atteint 86,5 m d'altitude en son centre, 130 m si l'on compte depuis le fond de la mer. Cette altitude en fait le plus haut point à des kilomètres à la ronde, et fait que par temps clair, l'île peut être aperçue à très grande distance. Au nord de l'île, la topographie est irrégulière, avec de nombreuses crevasses, tandis que le sud est plus doux et a une altitude plus faible. En revanche, la partie sud est riche en blocs dont certains de grande taille.
L'île est aussi connue pour ses grottes, en particulier Kyrkan et Jungfrukammaren qui sont constituées de fractures dans la roche de l'île.

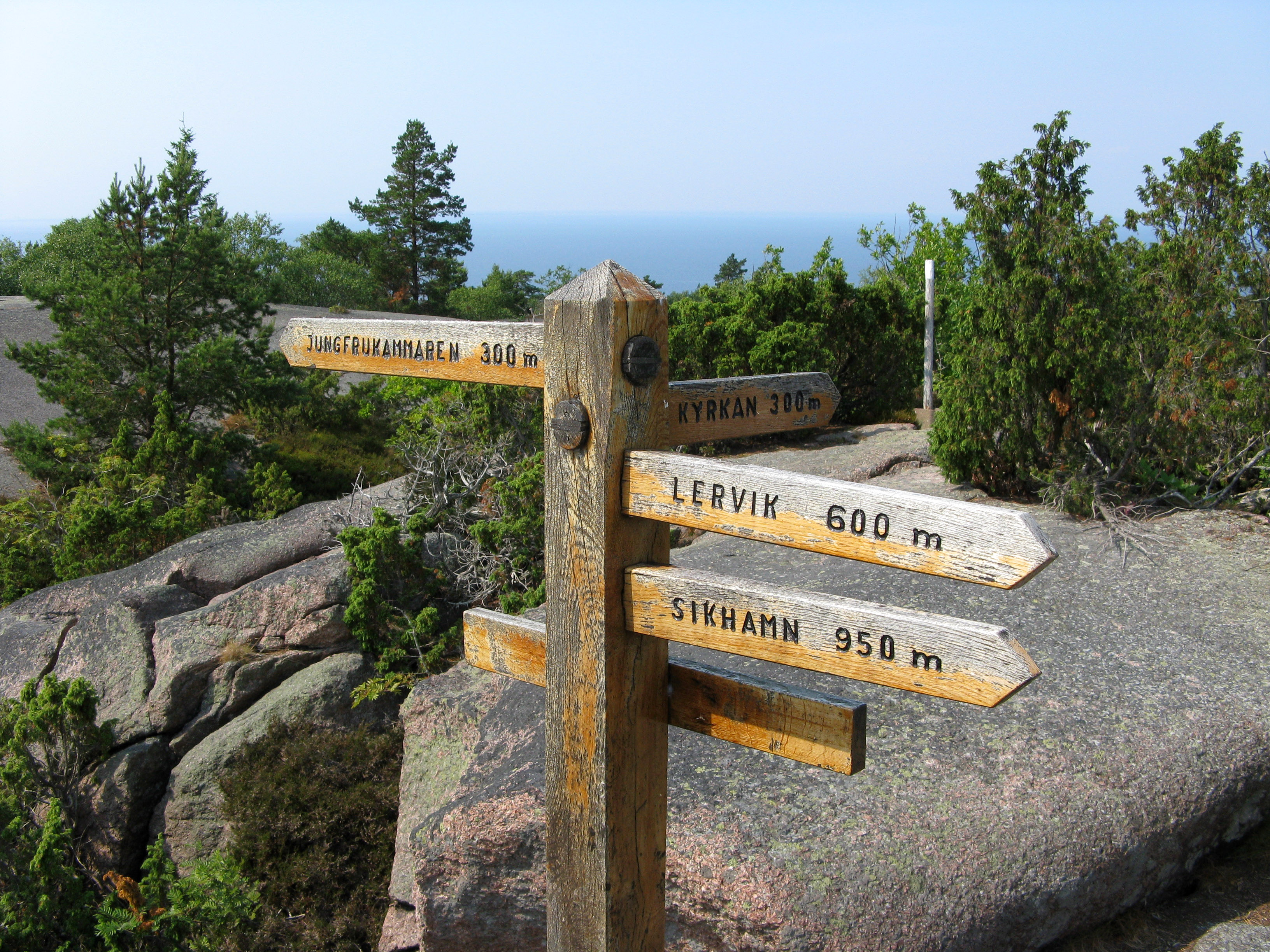
Panneaux au niveau du sommet plat de l'île.
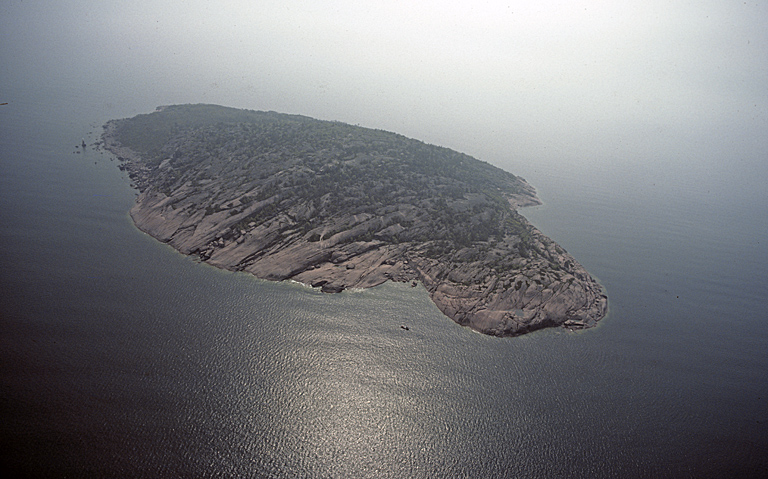
L'île vu d'avion.

### Géologie
L'île est constituée majoritairement d'un granite rougeâtre appelé granite de Jungfru, une variété de granite rapakivi,. Ces granites sont datées d'environ 1,45 Ga et forment une intrusion dans les granites plus anciens du Småland. Quelques autres intrusions similaires existent non loin, autour du lac Götemar (granite de Götemar) par exemple. Ces roches contrastent fortement avec la géologie du reste de la région, le fond du détroit de Kalmar étant couvert de grès cambrien et l'île d'Öland de roches calcaires, tandis que la côte autour d'Oskarhamn est constituée de granites de la province ignée transcandinave (âge approximatif 1,8 Ga). À l'aube du cambrien, plus précisément il y a environ 580 Ma, le relief de la région était essentiellement plat, formant une surface appelée la pénéplaine subcambrienne,. L'actuelle Blå Jungfrun était alors un inselberg, une colline isolée dominant la plaine. Une importante transgression marine durant le Cambrien met la pénéplaine et Blå Jungfrun sous la mer, et l'accumulation de sédiment commence, d'abord du grès puis des schistes et calcaires, formant les roches du détroit et d'Öland. Après émergence, ces couches sédimentaires sont érodées, tandis que le granite de Blå Jungfrun, plus resistant, survit et apparaît donc à nouveau comme une proéminence dans le paysage.
Les glaciations quaternaires continuent ce travail d'érosion, réduisant continuellement l'épaisseur sédimentaire, et polissant les roches, l'île constituant en quelque sorte une grande roche moutonnée. Les glaciers laissent aussi les grands blocs erratiques dans la section sud de l'île. L'inlandsis qui recouvrait la Scandinavie disparaît il y a environ 10 000 ans. L'île se retrouve alors au moins partiellement sous les différents antécédents de la mer Baltique (entre autres lac Ancylus et mer à Littorines), émergeant peu à peu à la faveur du rebond post-glaciaire. Les vagues vont alors retirer tous les restes de moraines ou autre sédiments qui reposaient sur le granite, laissant ce dernier à nu dans l'ensemble de l'île. Çà et là, les vagues laissent aussi des galets, même à haute altitude, prouvant que la ligne de côte était alors plus haute qu'aujourd'hui. Près des côtes actuelles, l'action conjuguée des vagues et de galets va former quelques marmites du diable.

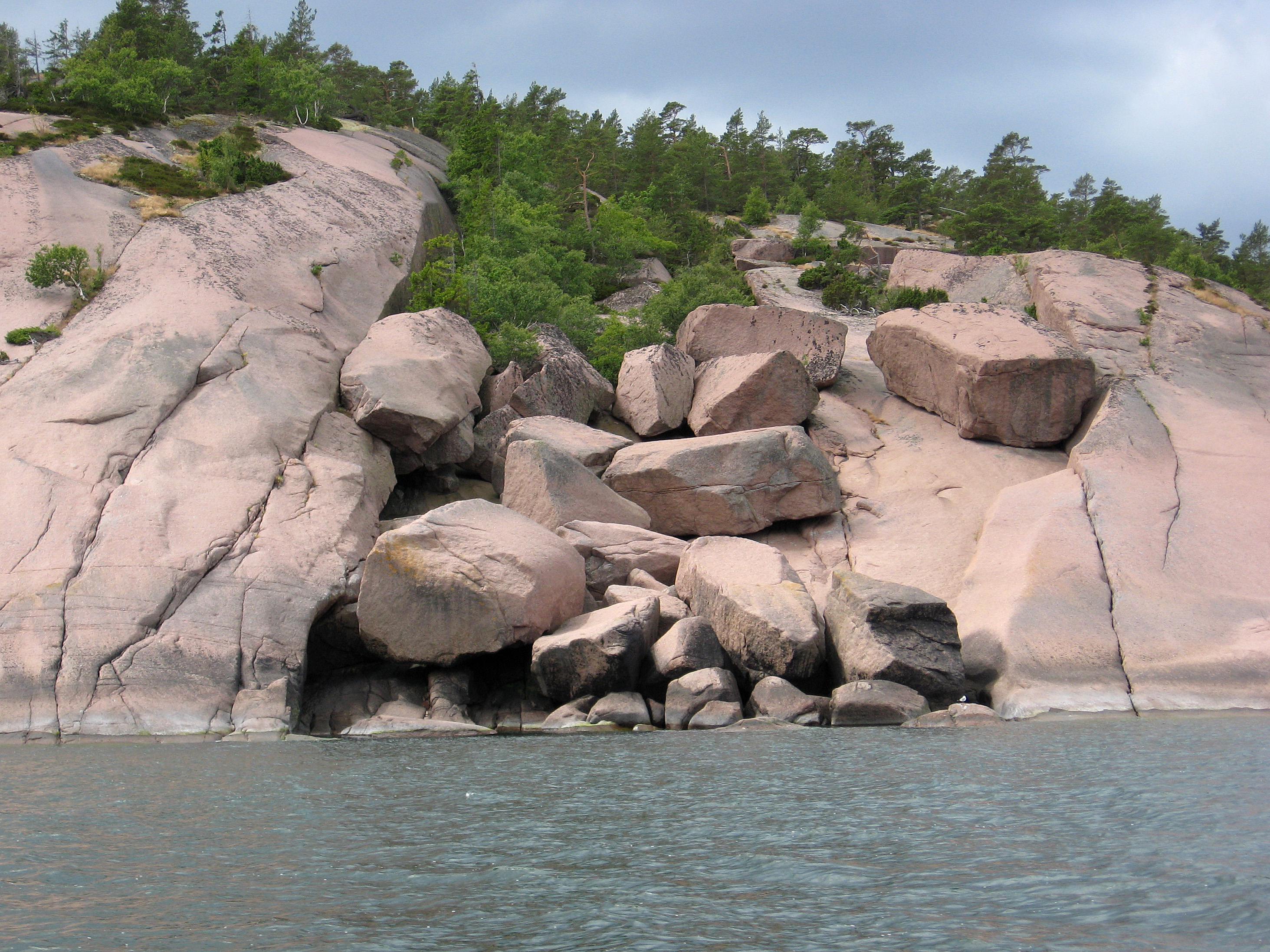
Blocs de granite rouge sur la côte nord-est de l'île, brisés par les glaciers.
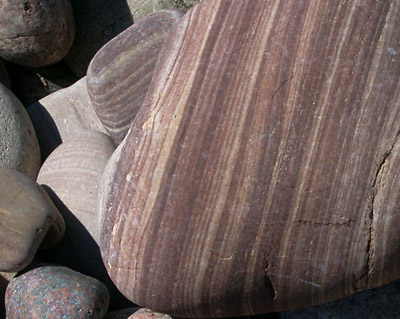
Galets sur l'île.
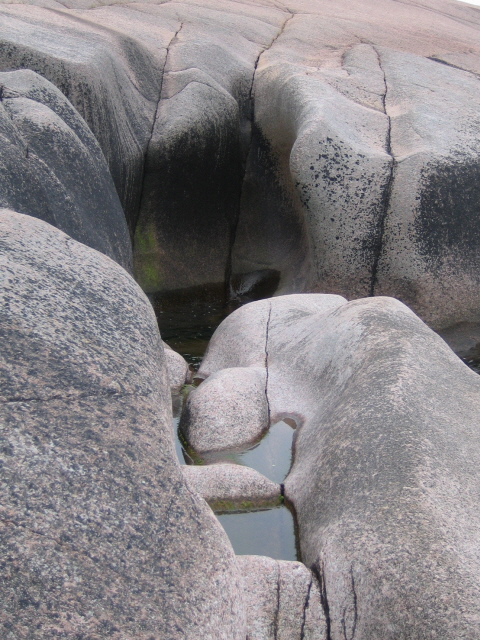
Marmite du diable près du rivage.

### Climat
Du fait de sa situation dans la mer Baltique éloignée des terres, le climat de l'île a une composante océanique très prononcée, avec des hivers et étés doux. En revanche, les précipitations sont plutôt faibles et l'ensoleillement est l'un des plus élevés de toute la Suède,. Il n'y a pas de station météorologique sur l'île, mais le climat est très similaire à celui de la pointe nord d'Öland, et le relevé climatique de cette station est présenté ci-dessous.
| Mois                     | jan. | fév. | mars | avril | mai  | juin | jui. | août | sep. | oct. | nov. | déc. | année |
| ------------------------ | ---- | ---- | ---- | ----- | ---- | ---- | ---- | ---- | ---- | ---- | ---- | ---- | ----- |
| Température moyenne (°C) | −0,5 | −1,3 | 0,8  | 3,7   | 8,8  | 14,2 | 16,6 | 16,4 | 13,2 | 9    | 4,5  | 1,4  | 7,2   |
| Précipitations (mm)      | 32,8 | 23,1 | 24,5 | 25    | 30,7 | 31,2 | 39,8 | 43,9 | 50   | 36,9 | 45,1 | 37,7 | 420,8 |

## Milieux naturels

### Flore

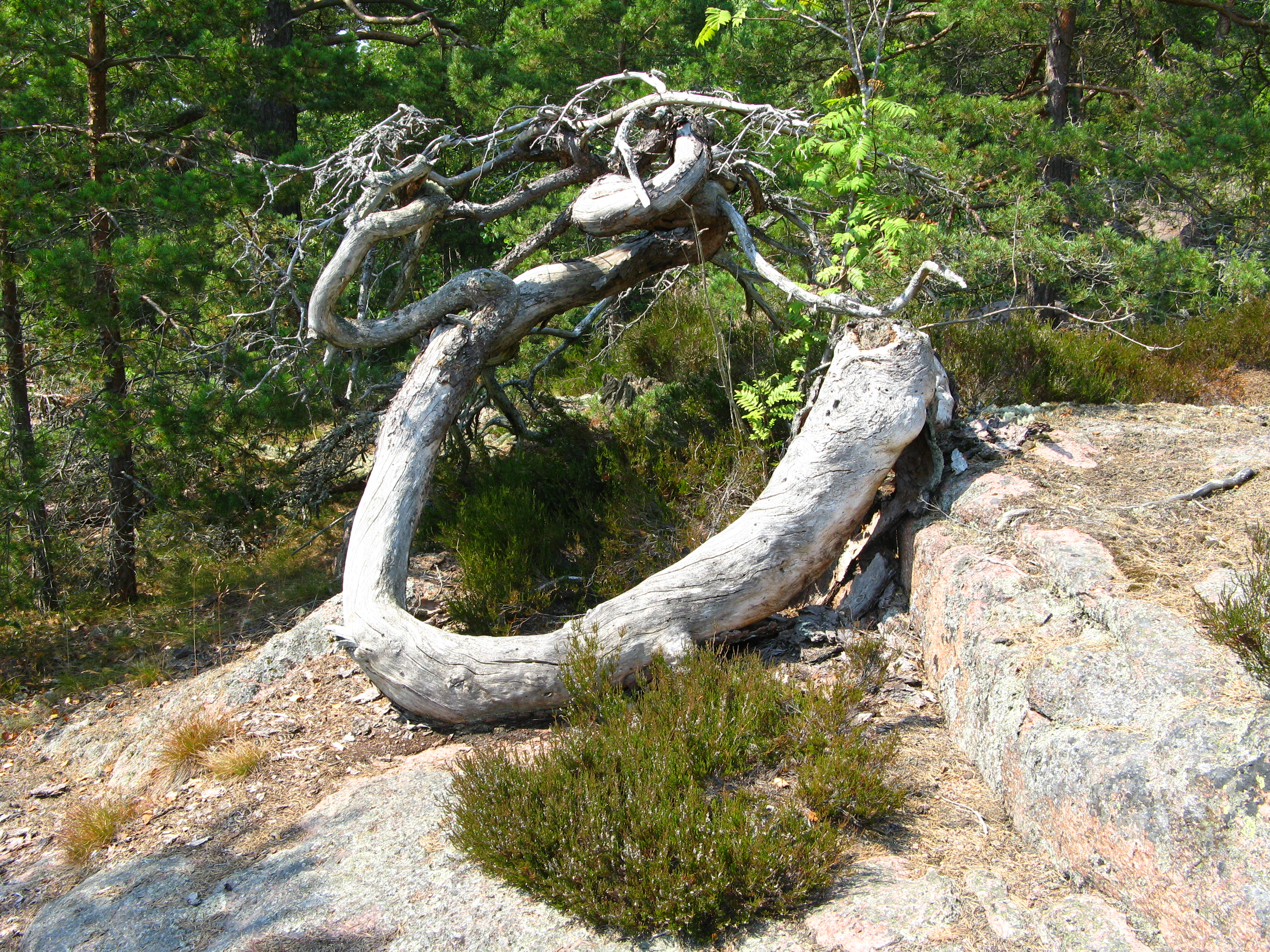
Les pins prennent souvent une forme tortueuse sur les terrains rocheux de l'île.

Malgré sa petite taille, l'île de Blå Jungfrun comprend des écosystèmes variés. Le nord de l'île est dominé par une forêt primaire de pin sylvestre (Pinus sylvestris), couvrant environ un tiers de sa surface, et souvent très éparse du fait de la fine ou inexistante couche de sol. Dans les crevasses et dépressions, qui contiennent souvent une épaisseur de sol plus importante et un meilleur accès à l'eau, les pins côtoient l'épicéa commun (Picea abies), le bouleau pubescent (Betula pubescens), et localement des concentrations importantes de sorbier des oiseaux (Betula pubescens). Les sols rocheux sont couverts principalement de mousses et lichens, avec de la callune (Calluna vulgaris) et de la canche flexueuse (Deschampsia flexuos).
Mais le milieu le plus unique de l'île est sa dense forêt de feuillus, couvrant elle aussi environ un tiers de la superficie de l'île, mais concentrée dans le sud. Il s'agit aussi d'une forêt primaire, c'est-à-dire jamais exploitée, en tout cas à grande échelle, et est pour cette raison unique en Suède. La principale entrave au développement naturel de la forêt semble être la pâture, en particulier de chèvres, pratiquée au moins au XVIIIe et XIXe siècles, et l'introduction de lapins de garenne (Oryctolagus cuniculus) au milieu du XIXe siècle avant leur disparition un siècle plus tard. Quelques arbres ont aussi été abattus localement au début du XXe siècle en lien avec l'exploitation de carrières. La forêt de feuillus est dominée par le chêne pédonculé (Quercus robur) et le chêne rouvre (Q. petraea), mais avec souvent aussi du tilleul à petites feuilles (Tilia cordata), de l'érable plane (Acer platanoides), du tremble (Populus tremula) et du sorbier des oiseaux. Plus rarement, on trouve aussi quelques spécimens de frêne élevé (Fraxinus excelsior), d'alisier de Suède (Scandosorbus intermedia), d'if commun (Taxus baccata) ou de noisetier (Corylus avellana). Le sol étant là aussi très mince, de nombreux arbres restent très petit même adultes, en particulier près des côtes, prenant un profil déformé. La végétation au sol est souvent pauvre sauf au sud-est de l'île, où se développe des tapis de anémones hépatiques (Hepatica nobilis), gaillet odorant (Galium odoratum), gesse printanière (Lathyrus vernus), gesse noire (Lathyrus niger), cardamine bulbifère (Cardamine bulbifera), mélique à une fleur (Melica uniflora) et sceau de Salomon odorant (Polygonatum odoratum), ainsi qu'une importante concentration de lierre grimpant (Hedera helix). Les lichens ont été spécifiquement étudiés dans les forêts de feuillus de l'île, et 174 espèces ont été ainsi inventoriées, avec plusieurs espèces rares ou menacées en Suède, reflétant une richesse exceptionnelle à l'échelle de la Suède.
Enfin, sur le littoral, on trouve quelques fleurs caractéristiques des milieux côtiers, tels que l'angélique officinale (Angelica archangelica subsp. litoralis), la salicaire commune (Lythrum salicaria), la gesse des bois (Lathyrus sylvestris) et la valériane officinale (Valeriana officinalis).

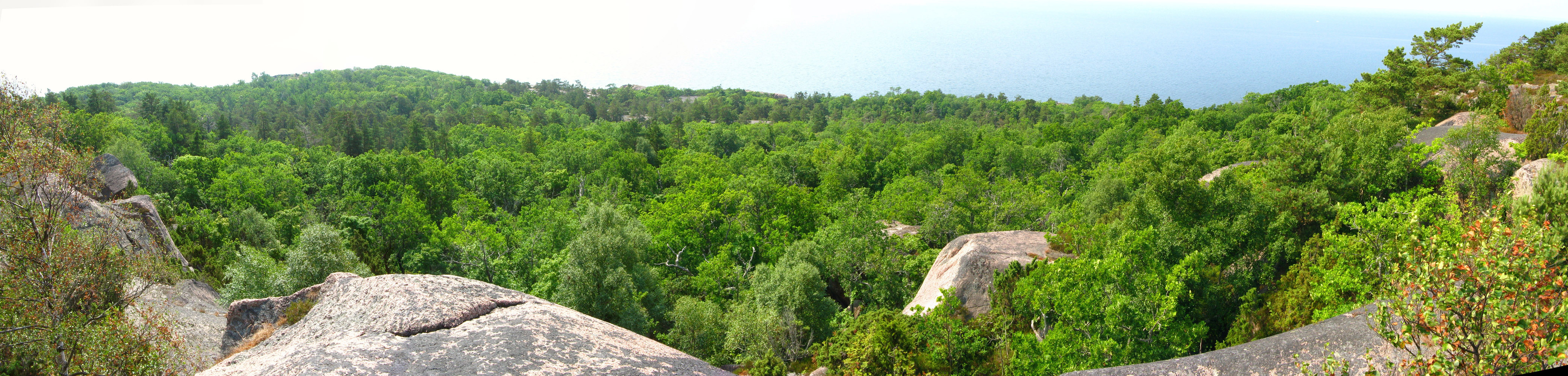
La dense forêt de feuillus du sud de l'île.

### Faune
Du fait de son isolation, l'île ne compte aucun mammifère en dehors des chauves-souris,. Au début du siècle, des lapins domestiques avaient été introduits sur l'île mais ont disparu l'hiver 1940, probablement à cause de l'hiver rigoureux et de la présence accidentelle d'un renard roux (Vulpes vulpes) cette année là. Durant un autre hiver froid, en 1956, le détroit de Kalmar fut entièrement pris par les glaces, permettant à une petite population de lièvre variable (Lepus timidus) d'arriver sur l'île, ce qui a eu un impact très néfaste sur la végétation, mais semble maintenant avoir disparu à son tour.
En revanche, l'île compte plusieurs espèces d'oiseaux. En particulier, le pipit maritime (Anthus petrosus), le faucon crécerelle (Falco tinnunculus), le pygargue à queue blanche (Haliaeetus albicilla), l'eider à duvet (Somateria mollissima), le harle huppé (Mergus serrator), la macreuse brune (Melanitta fusca) et le pinson des arbres (Fringilla coelebs) nichent sur l'île,,. Le guillemot à miroir (Cepphus grylle) était jadis très commun sur l'île, avec 250 couples en 1946, mais seulement 74 en 1978 et quelques couples ces dernières années,. Les raisons de cette évolution sont incertaines. Ils nichent principalement dans l'ancienne carrière.
En ce qui concerne les reptiles et amphibiens, l'île compte quelques orvets (Anguis fragilis), couleuvres à collier (Natrix natrix) et crapauds communs (Bufo bufo).
Si l'île n'est dans l'ensemble pas particulièrement riche en vertébrés, elle est intéressante en termes d'insectes, en particulier les coléoptères. Ceci est en particulier lié à la forêt primaire de feuillus, où la plupart des espèces ont été inventoriées. Au total, 190 espèces ont été inventoriées dont 23 classées comme menacées en Suède.

## Histoire

### Mythes et légendes

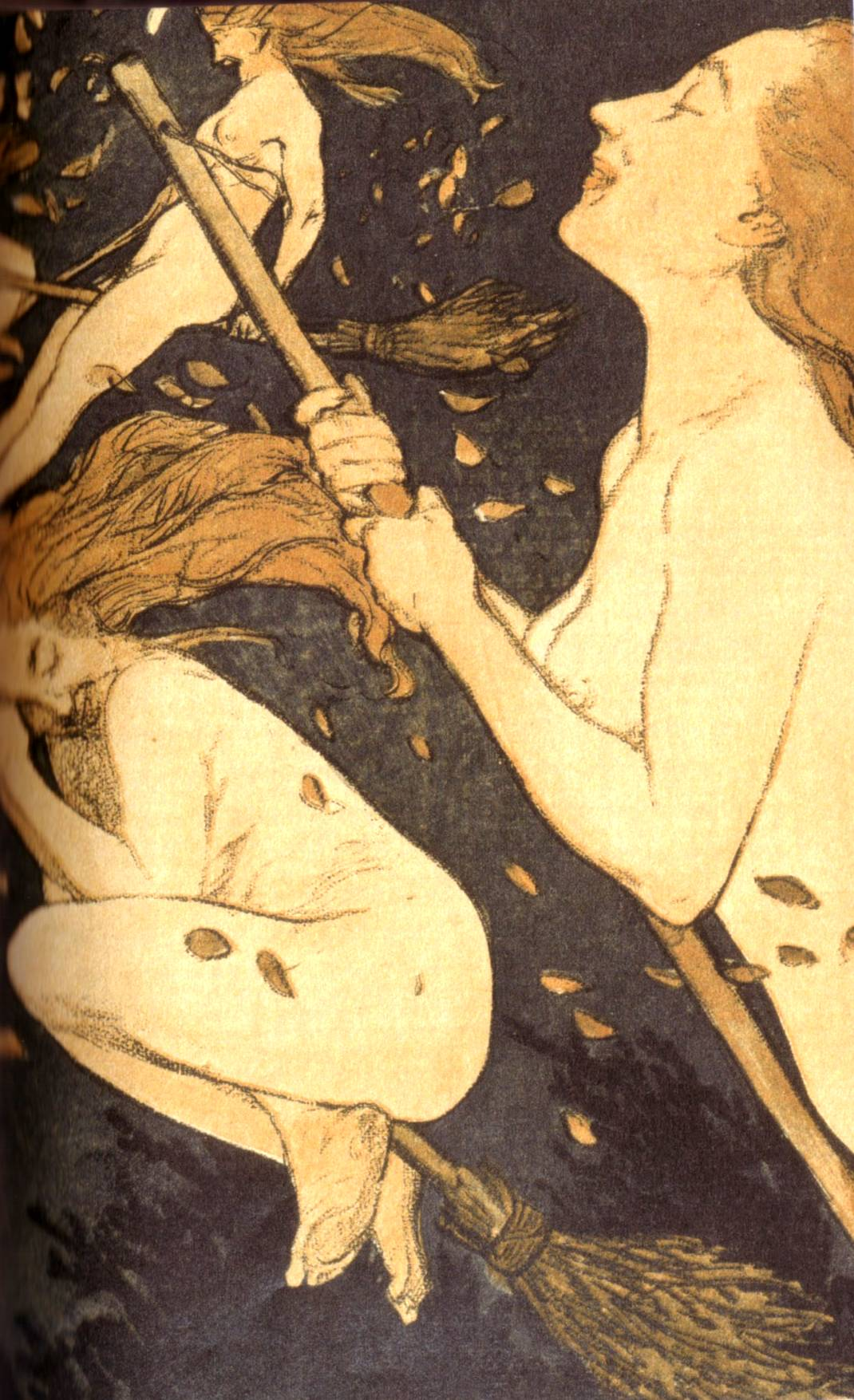
Le vol pour le Sabbat de sorcières.

L'île a une place centrale dans une des traditions les plus populaires en Suède, le mythe de la sorcière de Pâques (påskkärring). Ce mythe semble remonter au moins au XVe siècle. Il raconte que durant le Jeudi saint, les sorcières volent vers un endroit appelé Blåkulla ou selon les traditions Blaakolden ou encore Bloksbjerg, pour rejoindre le diable pour une nuit d'orgie (Sabbat),. Avant de voler vers Blåkulla, les sorcières capturent des enfants afin de les offrir au diable. Ce lieu magique est souvent associé à l'île de Blå Jungfrun, qui s'appelait initialement Blåkulla.
Ces légendes ont eu une place centrale dans un la grande chasse aux sorcières de 1668-1676 en Suède, qui commence en particulier avec le procès des sorcières de Mora. Les femmes visées sont accusées de l'enlèvement et torture d'enfants sur l'île, avec souvent le témoignage des enfants comme preuve. Au total, près de 300 personnes, principalement des femmes, sont exécutées durant cette courte période.
L'île est aussi attachée à d'autres superstitions. Par exemple, les marins déposaient souvent des offrandes sur l'île afin d'obtenir la protection d'une figure féminine surnaturelle qui y aurait habité,. Il était aussi dit qu'il était interdit de cueillir les fruits de l'île sous peine de s'attirer une malédiction. Une croyance similaire explique que la malchance s'abat sur quiconque prend des pierres de l'île, et fréquemment, la mairie d'Oskarhamn reçoit des pierres que des visiteurs ont prises sur l'île mais veulent retourner afin de briser cette malédiction.

### Histoire

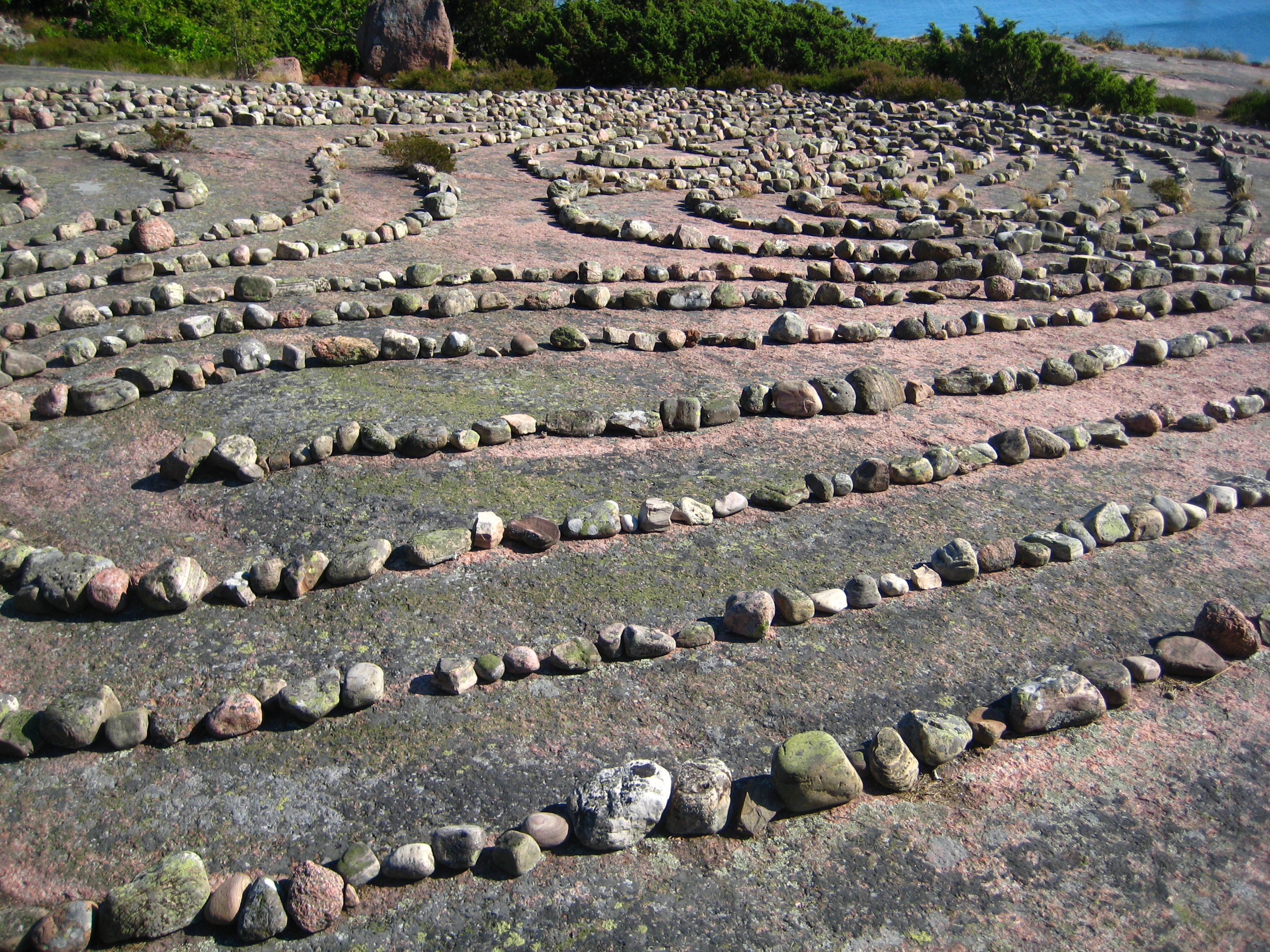
Le mystérieux labyrinthe sur l'île.

À la fin de la dernière période glaciaire, le niveau de l'étendue d'eau qui deviendra la mer Baltique était significativement plus haut qu'aujourd'hui. Cependant, du fait de son altitude, l'île a émergé relativement tôt durant l'âge de la pierre, et fut visitée par des humains comme le confirment les outils en silex retrouvés près des grottes. Les taux élevés en phosphate dans le sol des deux principales grottes étaient initialement interprétés comme des marques d'une habitation permanente, mais le type d'objets retrouvés indique plutôt une occupation saisonnière en lien avec la chasse (phoques et oiseaux) ou peut-être la pêche. Cette occupation est datée d'il y a au moins 7 000 ans, soit durant le Mésolithique.
Un des sites les plus notables et mystérieux sur l'île est le labyrinthe au sud de l'île, un type de labyrinthe en pierre appelé Trojaborg en suède. Son origine est inconnue, mais il se trouvait déjà sur l'île lorsque Carl von Linné la visite en 1741. Ce type de labyrinthe était souvent construit dans le passé sur la côte scandinave par des marins, le labyrinthe étant considéré comme ayant des propriétés magiques, attirant les vents favorables et des bonnes pêches. Celui de Blå Jungfrun est l'un des plus grands de Scandinavie avec 18 m de long, composé de 13 spirales.

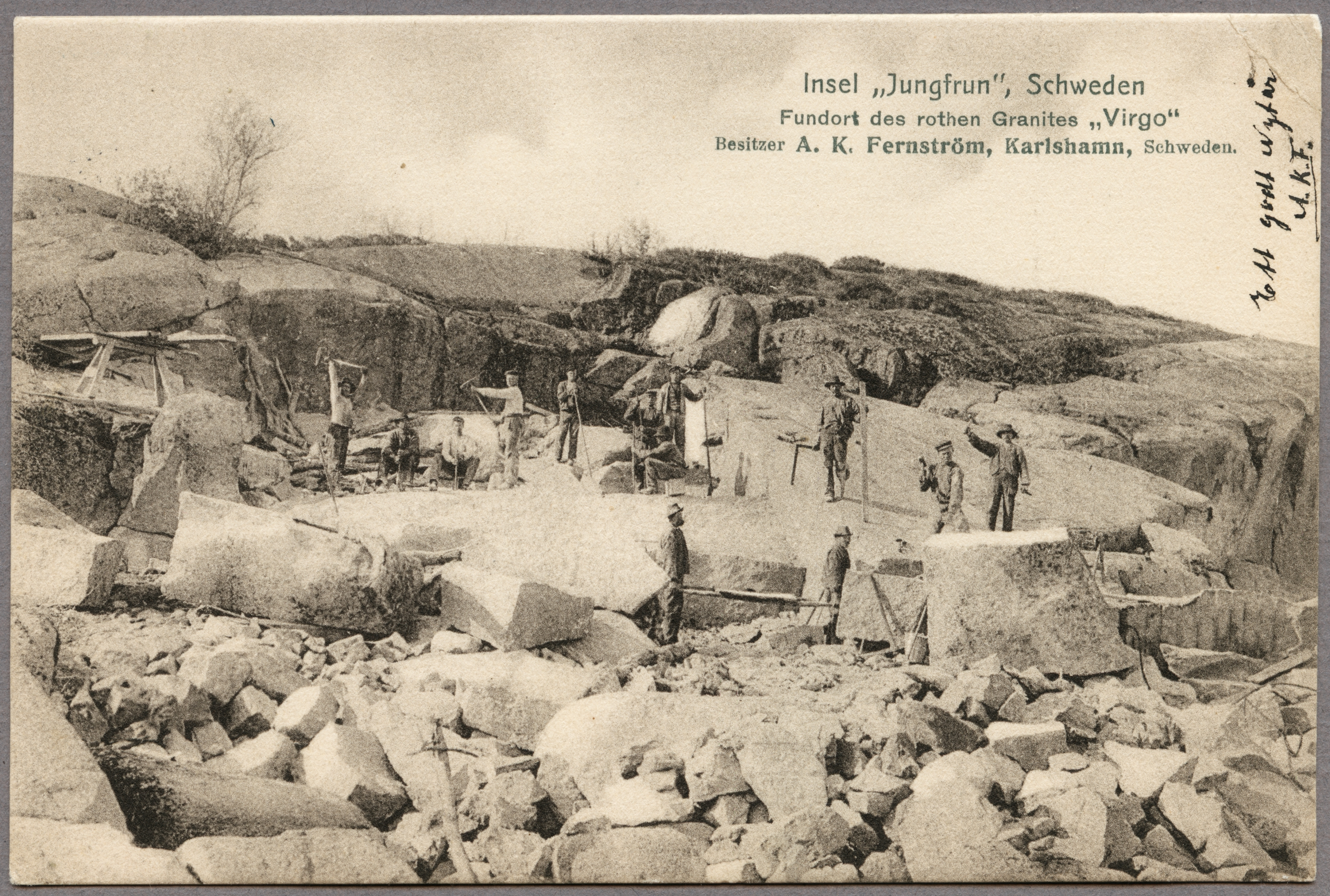
La carrière de granite de Blå Jungfrun, au début du XX.

Finalement, l'île n'est probablement jamais habitée, étant peu à même de nourrir une population permanente. En revanche, l'île est visitée par un certain nombre de célébrités, qui vont contribuer à la populariser auprès du public. Carl von Linné visite l'île en 1741 et fut clairement peu impressionné, décrivant l'île comme l'un des endroits les plus horribles sur terre. Cette opinion n'était pas partagée par Verner von Heidenstam, qui la choisit comme site pour son  mariage avec Olga Wiberg en 1896. Il s'agissait d'un mariage en grande pompe, avec parmi les plus grands noms des milieux artistiques suédois de l'époque, dont Albert Engström, Gustaf Fröding ou encore J.A.G. Acke.
Vers la fin du XIXe siècle, la demande de granite augmente en Suède, et en 1904, une entreprise est autorisée à extraire le beau granite rouge de l'île. Le granite est principalement exporté vers l'Allemagne sous le nom Virgo en référence à la Vierge (Jungfrun). Cette exploitation est rapidement critiquée, et dès 1905, il est demandé de protéger l'île pour mettre fin à cette exploitation qui détruit le paysage. Le processus est lancé, et en 1914, il est proposé de protéger l'île comme parc national. La Première Guerre mondiale réduit les opportunités d'export vers l'Allemagne, arrêtant donc la production, mais celle-ci reprit immédiatement après la guerre, et atteignit son pic en 1923. En 1925, l'association de protection du patrimoine d'Oskarhamn et le comté réussissent à convaincre l'homme d'affaires Torsten Kreuger à acheter l'île et de l'offrir à l'État suédois pour la protéger. Le parc national est déclaré en 1926. Entre 1965 et 1975, quelques infrastructures sont construites sur l'île pour améliorer l'accueil des touristes.

## Gestion et protection
L'île de Blå Jungfrun est classée parc national. Comme pour la plupart des parcs nationaux de Suède, la gestion et l'administration sont divisées entre l'agence suédoise de protection de l'environnement (Naturvårdsverket) et le conseil d'administration des comtés (Länsstyrelse). Le Naturvårdsverket est chargé de la proposition des nouveaux parcs nationaux, sur consultation des conseils d'administration des comtés et des communes, et la création est entérinée par un vote du parlement. Le terrain est ensuite acheté par l'État, par l'intermédiaire du Naturvårdsverket. La gestion est ensuite confiée principalement au comté, c'est-à-dire au conseil d'administration du comté de Kalmar pour le parc de Blå Jungfrun.

## Tourisme
Blå Jungfrun est accessible par ferry d'Oskarshamn ou de Byxelkrok sur l'île d'Öland. Pendant l'été, en haute saison, le départ du ferry d'Oskarshamn est quotidien. Pendant environ 3 heures et demie, les passagers peuvent visiter l'île avant le retour du bateau. 
Un sentier s'étire autour de l'île sur une longueur d'à peu près 3,5 km. Il est marqué par des poteaux et des panneaux indicateurs en bois.

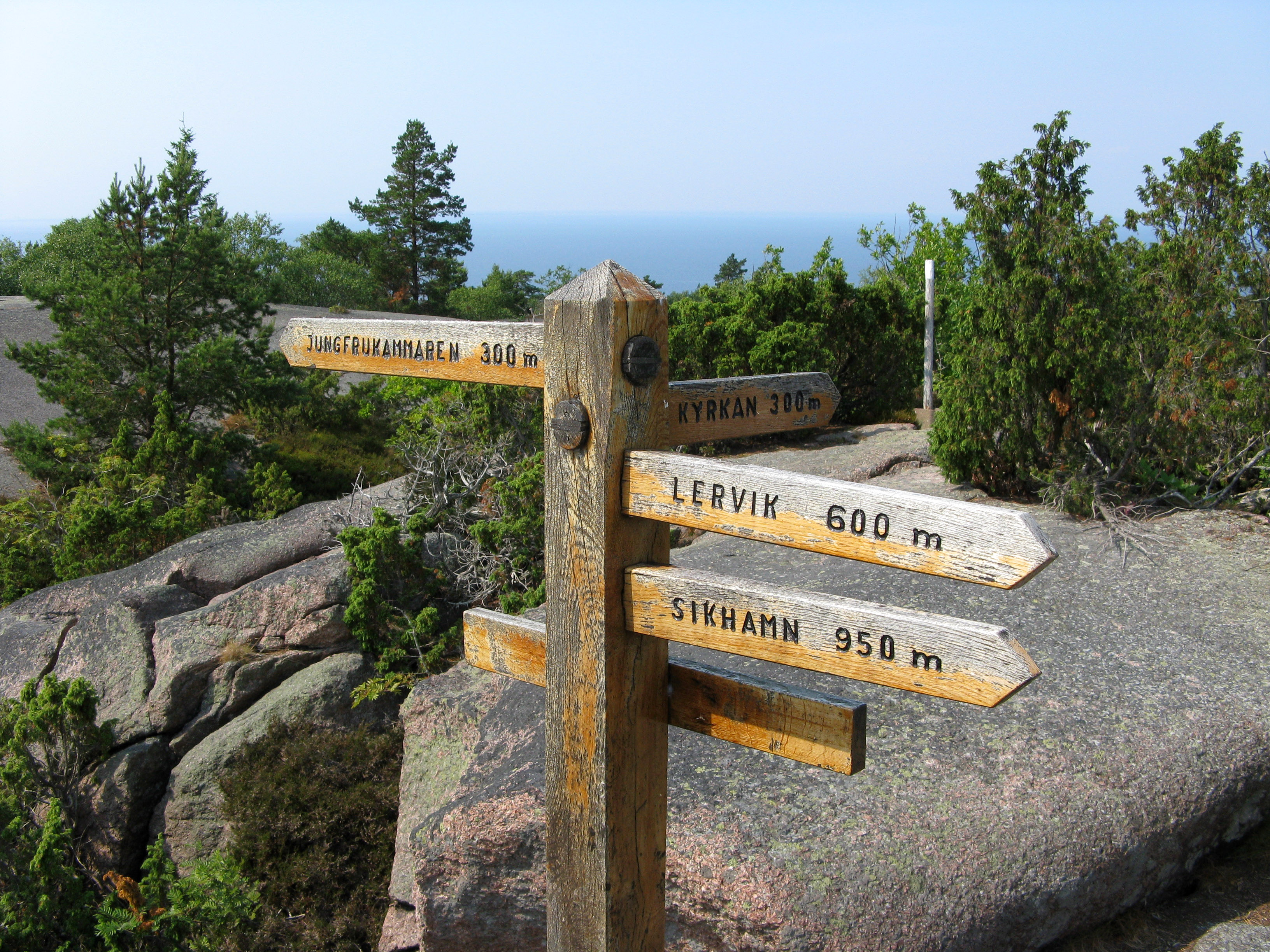
Panneau indicateur sur la cime de l'île.
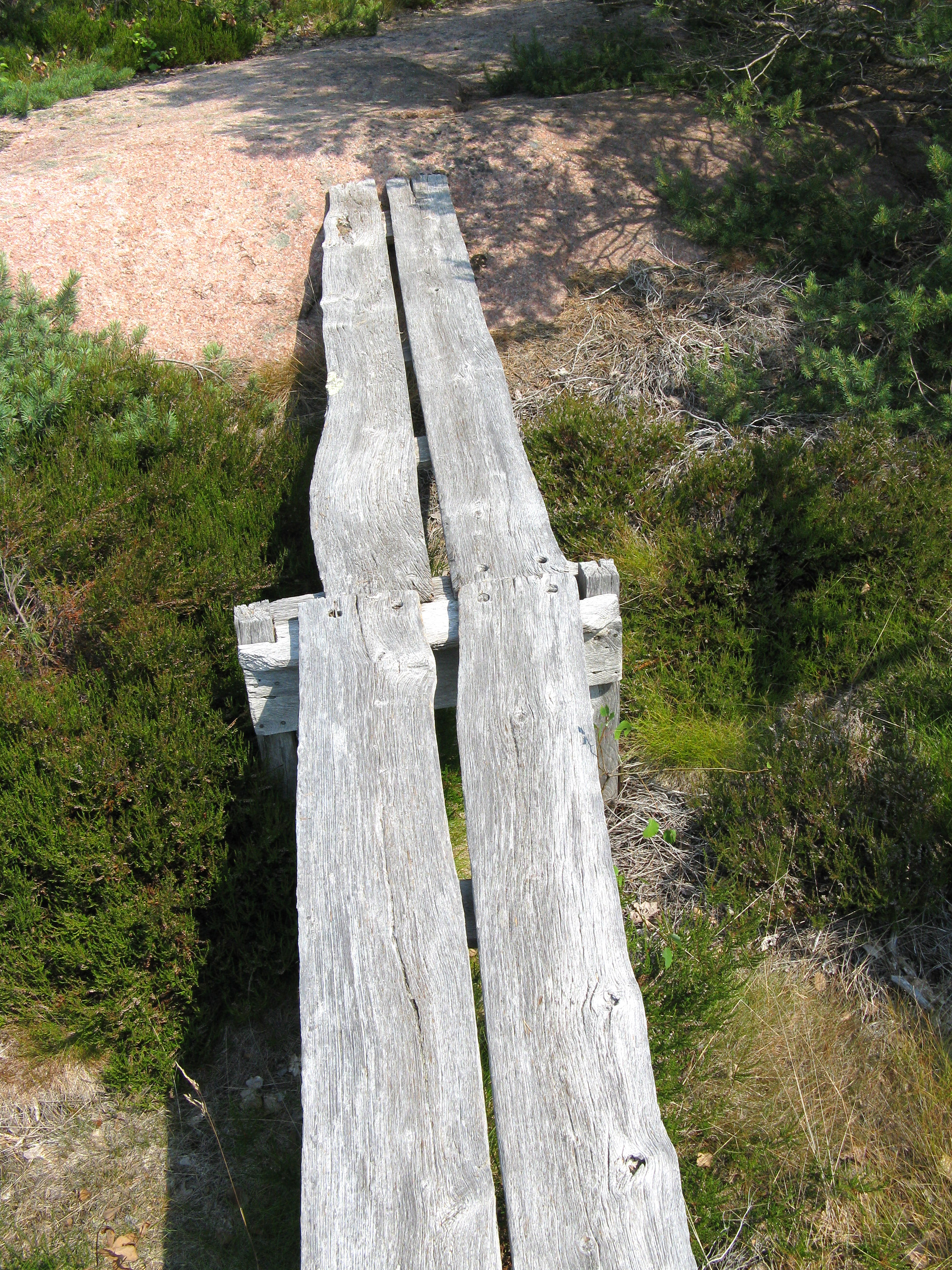
Des planches pour faciliter le passage.
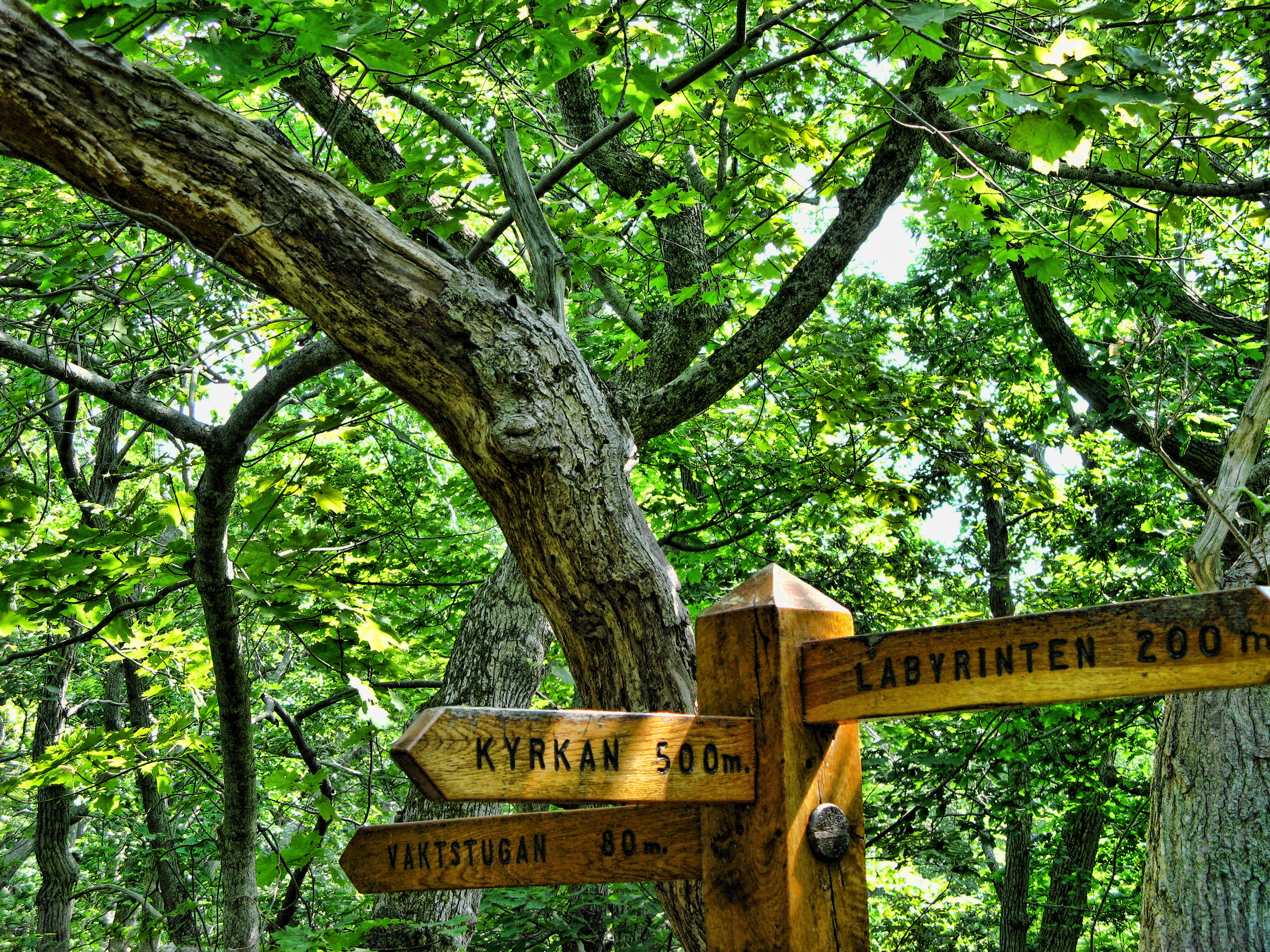
Panneau dans le bois dans le sud de l'île.